# الجهيمة (تعز)
الجهيمة هي إحدى قرى الجمهورية اليمنية. وهي تتبع جغرافيًا لمحافظة تعز. وإداريًا لمديرية الشمايتين. يبلغ تعداد سكانها 2370 نسمة حسب الإحصاء الذي جرى عام 2004.